# Histoires de catastrophes
Histoires de catastrophes est le trentième-troisième tome, et le vingtième-et-unième volume de la deuxième série, de La Grande Anthologie de la science-fiction, paru en 1985.
Préfacé (p. 5 à 16) par Jacques Goimard, l'ouvrage réunit treize nouvelles.
L'image de couverture a été réalisée par Philippe Adamov ; elle représente un vaisseau spatial en perdition (ou une plate-forme pétrolière ?) s'effondrant dans une mer de lave.

## Publication
- Sous la direction de Gérard Klein, Histoires de catastrophes, 1985, Le Livre de poche n°3818, 443 pages,  (ISBN 2-253-03628-5).

## Extrait de la préface
« (…) Étymologiquement, la « catastrophe » est le retournement et par suite l'anéantissement. On voit bien pourquoi : la mort est un retournement, peut-être le retournement par excellence. Votre corps est là, ployé, il occupe encore l'espace, mais il a cessé d'occuper le temps ; votre domaine reste le même, à ceci près qu'il n'est plus à vous. La catastrophe, c'est la fin d'une vie, c'est-à-dire la fin d'une guerre totale — ou d'une fiction tragique. 

(…)

Ami lecteur, sois prévenu : tu vas glisser le long d'une pente qui descend très bas. Si tu as peur, arrête ici ta lecture, et que tout soit dit. Mais si tu décides de poursuivre ta route, tu verras que l'indicible peut être dit, que l'intolérable peut être toléré, qu'il y a des degrés dans l'effondrement et que le paysage des enfers est aussi varié que celui de notre univers. Puisses-tu en tirer un supplément de force pour les catastrophes qui t'attendent, ou qui feignent de t'attendre ! »

## Liste des nouvelles

### L'Homme enluminé
- Auteur : James Graham Ballard
- Titre original : The Illuminated Man
- Publication :
- Place dans le volume : p. 17 à 60
- Résumé :  Une perturbation d’origine cosmique provoque dans certaines régions un dérèglement du temps qui entraîne une cristallisation de la nature et des objets. Bien que l’éclat de pierres précieuses semble ralentir le phénomène, celui-ci s’étend et menace toute la planète.

### Les Oiseaux
- Auteur : Daphne du Maurier
- Titre original : The Birds
- Publication : The Ruins of Earth
- Place dans le volume : p. 61 à 109
- Résumé :  Un phénomène météorologique perturbe le comportement des oiseaux terrestres et marins. Unis par milliers dans leur folie, et au péril de leur propre existence, ils attaquent les humains, tant dans les campagnes que dans les villes, leur instinct les guidant pour détruire l’humanité. Dans la campagne anglaise, une famille s’organise pour se protéger et survivre face aux assauts.

### Fragments de journal parmi les ruines de ma mémoire
- Auteur : Philip José Farmer
- Titre original : Sketches among the Ruins of my Mind
- Publication :
- Place dans le volume : p. 110 à 179
- Résumé :  Un objet extraterrestre, en orbite autour de la Terre, provoque sur l’humanité une perte de mémoire quotidienne ; chaque jour nouveau constitue un voyage à rebours de quatre jours dans les souvenirs et les connaissances. L’économie et la société doivent donc se réorganiser. Après huit ans de préparatifs, soit trente-deux de retour en arrière, l’objet est détruit. La société a pris désormais une nouvelle forme.

### Le Grand Froid
- Auteur : Frank Belknap Long
- Titre original : The great cold
- Publication :
- Place dans le volume : p. 180 à 202
- Résumé :  Dix millions d’années dans le futur, les mers sont dominées par des crustacés géants femelles, qui ont réduit en esclaves les humains, désormais palmés. Ces êtres gigantesques projettent de réduire la taille des hommes, à l’instar de leurs propres mâles, et de régner aussi sur les continents. L’un deux étant devenu fou, un humain, chargé de le détruire, y parvient grâce à un liquide glacé créé par ces êtres, et est le premier à revenir vivant. Galvanisé, il entraîne ses semblables et libère le liquide, qui détruira toute vie sur la planète.

### Comment Shaffery devint immortel
- Auteur : Frederik Pohl
- Titre original : Shaffery Among the Immortals
- Place dans le volume : p. 203 à 225

### Le Grand Flash
- Auteur : Norman Spinrad
- Titre original : The big flash
- Publication :
- Place dans le volume : p. 226 à 259
- Résumé :  Le gouvernement utilise un groupe de musique pour manipuler l’opinion publique en faveur de l’utilisation d’armes nucléaires. Cet effet subliminal atteint finalement les opérateurs d’un centre de missiles.

### Quelques mots pour finir
- Auteur : James Sallis
- Titre original : A Few Last Words
- Publication :
- Place dans le volume : p. 260 à 282
- Résumé :  Dans une ville quasiment désertée, quelques rares habitants restants tentent de maintenir un semblant de vie et de relation. Mais ils succombent finalement à leurs angoisses et s’enfuient.

### Les Choses
- Auteur : Ursula K. Le Guin
- Titre original : Things (ou : The End)
- Publication : Mars 1970, dans le recueil Orbit 6 ; la nouvelle est issue du recueil Aux douze vents du monde
- Place dans cette anthologie : p. 283 à 297
- Fiche de la nouvelle dans iSFdb
- Résumé : Les êtres humains quittent le monde. Le lecteur ignore s'il s'agit d'aller vers un Ailleurs concret qui existe, ou s'il s'agit pour l’humanité d'une forme de suicide…

### Les Neuf Milliards de noms de Dieu
- Auteur : Arthur C. Clarke
- Titre original : The Nine Billion Names of God
- Publication : Février 1953 dans l'anthologie Star Science Fiction Stories (éditions Ballantine Books)
- Place dans cette anthologie : p. 298 à 308
- Fiche de la nouvelle sur iSFdb
- « Fiche de la nouvelle » sur le site NooSFere
- Résumé : Des moines tibétains achètent un superordinateur Mark-V, dans l'optique d'imprimer la totalité des noms que l'on peut attribuer à Dieu dans une forme d'alphabet mystique. Ces Lamas, qui disposent d'assez d'argent pour faire l’acquisition, demandent que la livraison soit faite en bas des montagnes, et que des techniciens viennent ensuite assembler l'engin électronique dans le monastère. On envoie donc une équipe livrer le superordinateur, qui est démonté, avant d'être remonté dans le monastère. Les Lamas mettent en route la machine, qui se met à imprimer automatiquement et systématiquement tous les noms possible de Dieu. Au moment où les techniciens viennent de quitter le monastère, un phénomène étrange se produit… La nouvelle se termine sur ces phrases : « Regarde ! murmura Chuck, et George leva les yeux à son tour. Au-dessus d'eux, silencieusement, les étoiles commençaient à s'éteindre. ».
- Article connexe :
  - ne pas confondre avec Onze malheureux phonèmes (1973), une nouvelle de Bernard Mathon, qui relate les pouvoirs extraordinaires engendrés par le fait de prononcer une certaine phrase.
  - 99 noms d'Allah

### L'Année du gros lot
- Auteur : Robert A. Heinlein
- Titre original : The Year of the Jackpot
- Place dans le volume : p. 309 à 362

### Requiem
- Auteur : Edmond Hamilton
- Titre original : Requiem
- Publication :
- Place dans le volume : p. 363 à 385
- Résumé :  Le commandant d’un astronef d’ordinaire voué à l’exploration a pour mission de transporter des journalistes sur la Terre pour en observer les derniers moments. Gelée à la suite de la transformation du soleil en naine blanche, la planète se rapproche de celui-ci et se réchauffe. Tandis que les journalistes rivalisent de sensationnalisme, le commandant s’isole et explore les alentours, observant avec mélancolie des vestiges de l’ancienne civilisation, et la renaissance éphémère de la végétation, avant l’anéantissement final.

### Quand nous sommes allés voir la fin du monde
- Auteur : Robert Silverberg
- Titre original : When We Went to See the End of the World
- Publication :
- Place dans le volume : p. 386 à 399
- Résumé :  Plusieurs couples d’amis échangent à propos de leur récente expérience de voyage dans le temps pour observer la fin du monde. Jaloux et envieux, ils s’aperçoivent que leur agence de voyages ne leur a pas montré à tous la même version. Pendant ce temps, autour d’eux, une certaine fin du monde actuel semble avoir débuté.

### L'Ultime Plage
- Auteur : J. G. Ballard.
- Titre original : The Terminal Beach.
- Publication : 1964.
- Situation dans l'anthologie : p. 400 à 431.
- Nouvelle aussi publiée dans Univers 03.
- Résumé : Echoué sur un îlot théâtre d’essais nucléaires, un homme, hanté par le souvenir de la mort de sa famille, se laisse emporter, parmi les ruines, vers une déchéance physique et mentale.
- Liens externes : 
  - Notice sur Noosfère
  - Notice sur iSFdb
- Publications :
  - en langue allemande :
    - sous le titre Eiland des Todes (1965) ;
    - sous le titre Endstation Strand (1983) ;
    - sous le titre Der finale Strand (1983) ;
    - sous le titre Endzeitstrand (1990) ;
    - sous le titre Der letzte Strand (2007) ;

  - en langue néerlandaise sous le titre Doodlopend strand (1970) ;
  - en langue espagnole sous le titre Playa terminal (1971) ;
  - en langue portugaise sous le titre Praia Terminal (1972) ;
  - en langue française sous le titre L'ultime plage (1975) ;
  - en langue hongroise sous le titre A végső part (1978) ;
  - en langue italienne sous le titre Terminal (1978) ;
  - en langue suédoise sous le titre Slutstranden (1984).